# Aedes metoecopus
Aedes metoecopus är en tvåvingeart som beskrevs av Dyar 1925. Aedes metoecopus ingår i släktet Aedes och familjen stickmyggor.
Artens utbredningsområde är Ecuador. Inga underarter finns listade i Catalogue of Life.